# Dybbølsbro
Dybbølsbro er en bro og gade, som forbinder gaderne omkring Yrsa Plads med Kalvebod Brygge i København.
Broen er omkring 240 meter lang og går over jernbaneterrænet på Vesterbro, hvor bl.a. S-togsstationen Dybbølsbro Station ligger. Der er adgang til stationen via trapper og elevatorer fra broen. Broen udgør en trafikåre mellem Vesterbro og Kalvebod Brygge med IKEA og shoppingcentret Fisketorvet .
Broen blev bygget i eller omkring 1900, og ligger på Vesterbrosiden i forlængelse af bl.a. den tidligere anlagte Dybbølsgade, opkaldt efter Dybbøl i Sønderjylland.